# Mejcsou
Mejcsou (egyszerűsített kínai írással: 梅州市, pinjin: Méizhōu Shì) prefektúra szintű város Kínában, Kuangtung tartományban. Lakosainak száma 3 873 239 fő (2020).

## Népesség
| 2018 | 4 378 800 |
| 2020 | 3 873 239 |

## Egyéb
Nevét a 3239 Meizhou kisbolygó viseli.